# Chirnogi (okręg Călărași)
Chirnogi – wieś w Rumunii, w okręgu Călărași, w gminie Chirnogi. W 2011 roku liczyła 7455 mieszkańców.